# Parafia Matki Bożej Częstochowskiej w Kiezmarku
Parafia Matki Bożej Częstochowskiej w Kiezmarku – należy do Dekanatu Żuławy Steblewskie archidiecezji gdańskiej. Została założona w XIV wieku. Prowadzą ją księża diecezjalni. Budowa kościoła wzmiankowana jest w latach 1592 i 1653. Być może obie daty odnoszą się do większych prac budowlanych lub całkowitej odbudowy kościoła po zniszczeniach wojennych w wieku XVI i XVII.
Kościół parafialny pod wezwaniem Matki Boskiej Częstochowskiej (dawne wezwanie jest nieznane) w stanie obecnym pochodzi prawdopodobnie z 1727 roku. W tym roku miał miejsce większy remont kościoła. Konsekracja pod obecnym wezwaniem miała miejsce prawdopodobnie w 1947 roku. Drugi taki znaczny remont odnotowano w roku 1939, a ostatni 2010 - 2012. Intensywna dewastacja nastąpiła w okresie wojennym i powojennym.
W okresie reformacji kościół przejęty został przez protestantów i do roku 1945 był kościołem ewangelickim.

## Proboszczowie
- ks. Antoni Nerek (2006–2011)[1]
- ks. Jan Świstowicz (2011–2015)[2]
- ks. Czesław Sołtys (2015 – )[3]